# Hieracium neodivergens
Hieracium neodivergens es una especie de planta con flor del género Hieracium, de la familia Asteraceae, orden Asterales.

## Distribución
Hieracium neodivergens se distribuye por Bulgaria y Grecia.

## Taxonomía
Fue descrita científicamente por Gottschl.